# PlayStation VR2

Logo PlayStation VR2

PlayStation VR2 (w skrócie PS VR2) – zestaw gogli wirtualnej rzeczywistości dla konsoli PlayStation 5 opracowanych przez firmę Sony Interactive Entertainment, których premiera odbyła się 22 lutego 2023.

## Historia
Pierwsza wersja gogli PSVR dla PS4, została wydana w 2016 roku. Umiarkowany sukces zachęcił Sony do prac nad jego następcą. Podczas Consumer Electronics Show w 2022 roku zapowiedziano powstanie gogli PS VR2 dla PS5. Datę premiery, wyznaczoną na 22 lutego 2023 roku, ogłoszono 2 listopada 2022 na oficjalnym blogu PlayStation. Cenę detaliczną ustalono na 549.99 USD. W Polsce było to 2999 złotych.

## Specyfikacja techniczna
PSVR2 nie jest wstecznie kompatybilna z grami wydanymi na PSVR. Oficjalne tłumaczenie Sony nie jest jasne: "PS VR2 został zaprojektowany, aby dostarczyć prawdziwie nowej generacji doświadczenia VR dla konsoli PS5”.

### Hełm
Do komunikacji z PS5 używa długi 4,5 m kabel USB. W przeciwieństwie do pierwszej generacji PSVR, która śledziła ruchy gracza poprzez zewnętrzną kamerę, PSVR2 śledzi ruchy przez cztery kamery zamontowane w rogach urządzenia. Kamery te wstępnie skanują pomieszczenie (eng. room scalling) i wyznaczają teren, po którym można się poruszać. W momencie opuszczenia wyznaczonego terenu, wyświetlany jest odpowiedni komunikat. Zastosowano funkcję płynnego przełączania się między grą, a podglądem otoczenia. Do korzystania z hełmu potrzebne jest pomieszczenie o minimalnych wymiarach 4m2.
Zastosowano mechanizm regulacji rozstawu soczewek oraz dopasowania do rozmiarów głowy. Miękkie gumowe uszczelki polepszają wygodę noszenia. Podczas korzystania, można nosić okulary korekcyjne, a także zamontować własne soczewki korekcyjne wewnątrz hełmu. 
Wyświetlacz PS VR2 posiada dwa panele OLED, dla lewego i prawego oka. Każdy panel ma rozdzielczość 2000 × 2040 pikseli(bliskie standardu SQFHD), w połączeniu oferują obraz 4k o częstotliwościach odświeżania 90/120Hz. Posiada dwie kamery śledzące wzrok, skierowane do wewnątrz (eng. eye tracking). Wykorzystywane w tzw. uproszczonym wyostrzaniu (eng. foveated rendering) - techniki optymalizacji wydajności, w której rozdzielczość renderowania obrazu jest zmniejszona w obszarach, na które obserwator nie patrzy. Pole widzenia wynosi 110°. Hełm posiada też funkcje wibracji. 

### KontrolerySense
Wprowadzono również nowe kontrolery Sense, po dwie sztuki w zestawie, dla prawej i lewej dłoni. Komunikują się z hełmem bezprzewodowo, przez Bluetooth 5.0. Akumulatory ładowane są przez krótki kabel USB. Oferują tę samą haptykę oraz adaptacyjne spusty znane z DualSense, sześcioosiowy żyroskop, a także mechanizm ograniczonego śledzenie palców. Stylem wykonania nawiązują do bryły PS5. 

## Zawartość i gry
Do hełmu dołączono:
- Kontrolery Sense, dwie sztuki
- Długi kabel USB-C 4,5 m, do komunikacji z PS5
- Krótki kabel USB-C, do ładowania akumulatorów kontrolerów Sense
- Zestaw słuchawkowy

Ponad 100 gier zostało przygotowane na PS VR2 przez PlayStation Studios i partnerów zewnętrznych. Gry takie jak:
- Horizon: Call of the Mountain
- Resident Evil 8: Village VR
- Gran Turismo 7 VR
- No Man’s Sky VR
- The Dark Pictures: Switchback VR
- Beat Saber
- Unplugged Guitar
- Townsmen[8]

Dostępne są do pobrania przez PS Store, ale też niektóre tytuły zostały wydane na płytach Blu-ray.

## Odbiór
Wczesne zapowiedzi odniosły pozytywny odzew wśród entuzjastów wirtualnej rzeczywistości. Wielu deweloperów chwaliło możliwości gogli, zwłaszcza w porównaniu z poprzednikiem. Nowe kontrolery Sense zyskały uznanie recenzentów branżowych, a machina marketingowa nadmuchała popyt. Ocena gry Gran Turismo 7, jednej z pierwszych gier na PS VR2, była w przeważającej mierze pozytywna, a niektórzy recenzenci opisali ją jako „najlepsze jak dotąd doświadczenie wirtualnej rzeczywistości”.
Jednak brak kompatybilności wstecznej i wysoka cena zestawu spotkały się z mieszanymi reakcjami pierwszych użytkowników. Duża popularność doprowadziła do szybkiego wyprzedania pierwszych partii. Wiele sklepów zmagało się z negatywnymi opiniami dotyczącymi niezrealizowanych zamówień w przedsprzedaży. Część sklepów została zmuszona do anulowała zamówień. Wciąż nie wyeliminowano problemu choroby lokomocyjnej.

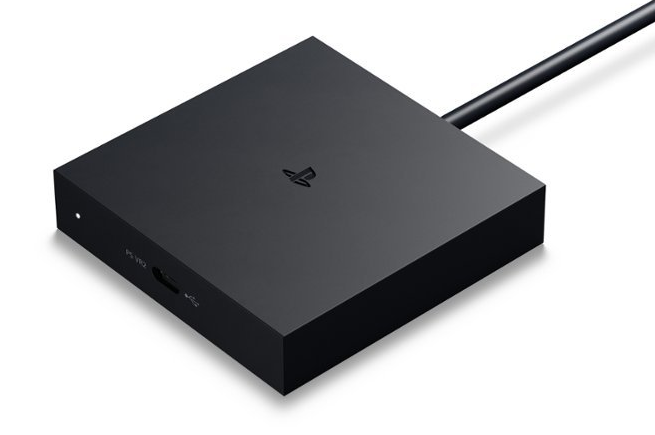
Oficjalny adapter gogli PS VR2 dla komputerów PC

W rok po premierze Sony zaprzestało promocji sprzętu oraz ograniczyło jego produkcję, co wywołało falę niezadowolenia. Zarzucano korporacji odcięcie się od rozwijania sprzętu, a także okłamywanie klientów, co do przyszłych tytułów, które były ponoć w przygotowaniu. Wielu obserwatorów porównywało status PSVR2 z historią PSVita, jakoby Sony zdało sobie sprawę, że ich nowy sprzęt nie przynosi oczekiwanych zysków. W konsekwencji odcięło się od promocji i zaprzestało wspominania o sprzęcie. Od tego momentu Sony skupiło się na promocji kontrolera Playstation Portal bez komentowania aktualnej sytuacji PS VR2.
Światełkiem w tunelu może okazać się wypuszczenie w 2024r. oficjalnych sterowników pod komputery z systemem Windows, co ma pozwolić na wykorzystanie gogli PS VR2 w obszernej bibliotece tytułów VR wydanych na platformach PC. Po ogłoszeniu wsparcia dla PC, 7 sierpnia 2024r. Sony wypuściło oficjalny adapter na USB. Funkcjonalność gogli została jednak mocno okrojona w porównaniu z tą oficjalną dla PS5. Brakuje m.in. haptycznych wibracji, HDR czy śledzenia wzroku. Adapter wyceniono na 60 USD.
| Minimalne wymagania | Minimalne wymagania                     |
| ------------------- | --------------------------------------- |
| System              | Windows 10/11                           |
| Procesor            | 4-rdzeniowy, np. i5-7600 / Ryzen 3 3100 |
| Karta graficzna     | 4 GB VRAM, np. GTX 1650 / RX 5500XT     |
| Komunikacja         | Bluetooth 4.0                           |